# Kizea, Camenița
Kizea (în ucraineană Кізя) este un sat în comuna Prîvorottea din raionul Camenița, regiunea Hmelnîțkîi, Ucraina.

## Demografie
Componența lingvistică a localității Kizea
     Ucraineană (100%)
Conform recensământului din 2001, toată populația localității Kizea era vorbitoare de ucraineană (100%).